# Potentilla blanda
Potentilla blanda är en rosväxtart som beskrevs av J. Soják. Potentilla blanda ingår i Fingerörtssläktet som ingår i familjen rosväxter. Utöver nominatformen finns också underarten P. b. homotricha.